# Valea de tip Trog

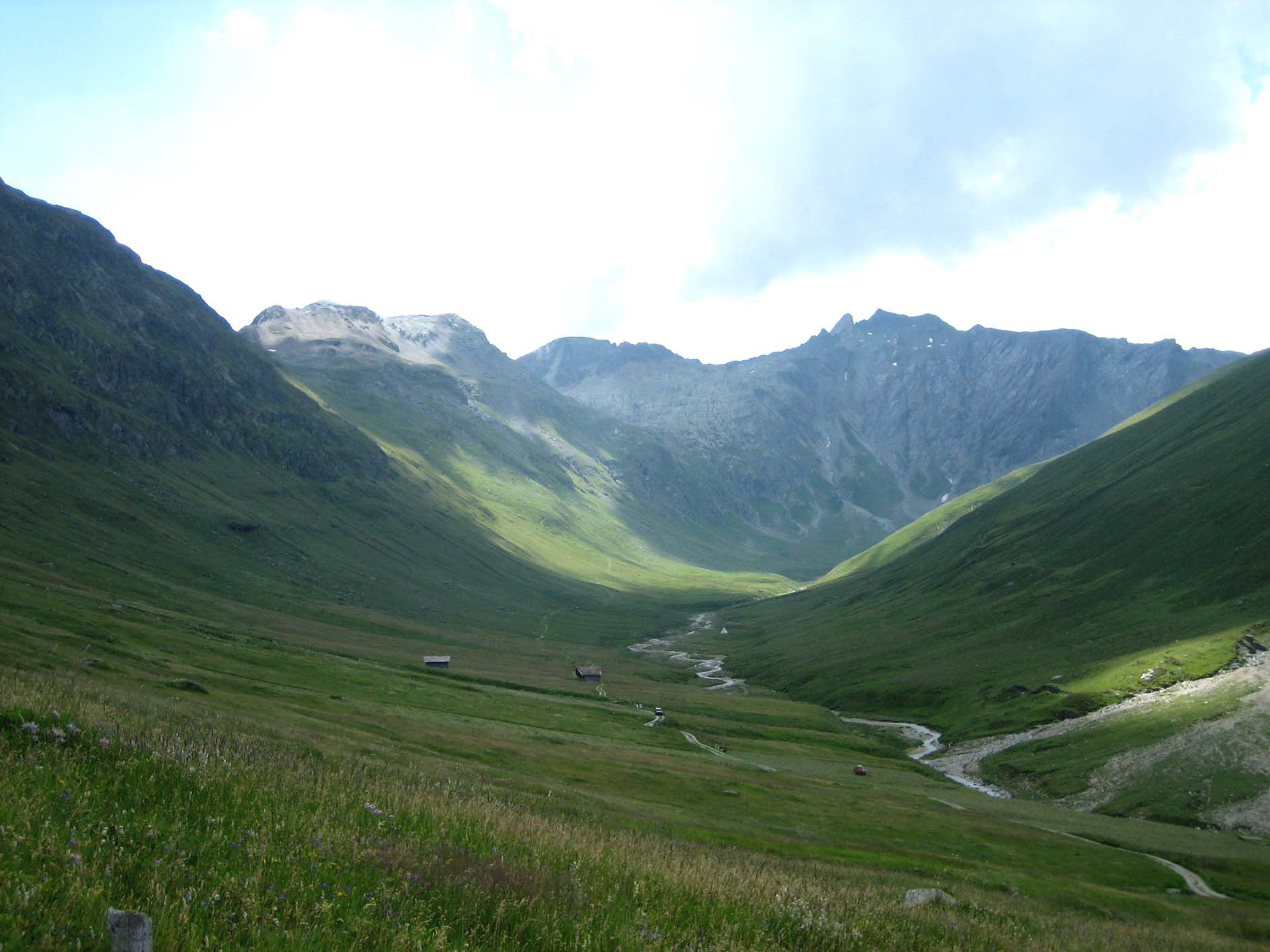
Valea de tip Trog

Valea de tip Trog este un tip de vale glaciară în formă de U care în secțiune transversală are albia văii netedă cu versanți abrupți. Datorită pantei mici a albiei cursul apei are meandre numeroase, pe margini cu smârcuri. Aceste văi sunt singurele locuri unde se află în munții Alpi așezări omenești, cursul apei fiind regulat prin ziduri. 
Exemple de asfel de văi sunt:
- Valea Innului
- Valea superioară a Ennului
- Valea superioară a Murului
- Valea Lauterbrunn
- Văile din Parcul Național Yosemite
- Văile din masivul New Hampshire
- Fiordurile din Norvegia
- Valea inferioară a râului Mlava